# Israël op de Olympische Zomerspelen 2016
Israël nam deel aan de Olympische Zomerspelen 2016 in Rio de Janeiro, Brazilië. De selectie bestond uit 47 atleten, die actief waren in vijftien sportdisciplines. Het was de grootste ploeg in de olympische geschiedenis van Israël. Voor het eerst vormden vrouwen de meerderheid binnen de olympische ploeg. De ritmisch gymnasten Neta Rivkin (opening) en Alona Koshevatskiy (sluiting) droegen de Israëlische vlag tijdens de openings- en sluitingsceremonie. In het judo behaalden Or Sasson bij de zwaargewichten (mannen) en Yarden Gerbi bij de halfmiddengewichten (vrouwen) beide een bronzen medaille. Het was een verbetering ten opzichte van vier jaar eerder, toen Israël geen medailles won. 
Bij het judo versloeg Sasson in de klasse boven 100 kilogram Islam El Shehaby. De Egyptenaar weigerde na afloop van de wedstrijd de hand van de Israëliër te schudden of de traditionele buiging te maken. Hij knikte slechts kort en stapte daarna direct van de mat, ondanks pogingen van juryleden en scheidsrechters om hem de gebruikelijke groet te laten uitvoeren. El Shehaby werd meteen door zowel het internationaal olympisch comité als het Egyptisch comité bestraft en naar huis gestuurd. Or Sasson zelf maakte kenbaar van tevoren al te zijn gewaarschuwd voor El Shehaby, die onder druk was gezet door conservatieve krachten in eigen land om niet deel te nemen aan het duel met de Israëliër. Een vergelijkbaar incident vond plaats bij de klasse tot 51 kilogram, waar de Saoedi-Arabische judoka Joud Fahmy haar eerste rondewedstrijd tegen Christianne Legentil uit Mauritius afzegde. Legentil trof vervolgens de Israëlische Gili Cohen in de volgende ronde. Fahmy werd ervan beschuldigd forfait te hebben gegeven om zo een confrontatie met de Israëlische judoka te voorkomen. Zijzelf ontkende dat. Arabische media meldden dat Fahmy geblesseerd was geweest. Het olympisch medisch team zou Fahmy hebben geadviseerd niet deel te nemen aan de competitie, om zo haar blessure niet te verergeren.

## Medailleoverzicht
| Sport | Olympiër     | Onderdeel                   | Medaille |
| ----- | ------------ | --------------------------- | -------- |
| Judo  | Or Sasson    | zwaargewicht (+100 kg) (m)  | Brons    |
| Judo  | Yarden Gerbi | half middengewicht (–63 kg) | Brons    |

## Deelnemers en resultaten
(m) = mannen, (v) = vrouwen 

### Atletiek
| Olympiër                | Onderdeel              | Resultaat | Prestatie                                                   |
| ----------------------- | ---------------------- | --------- | ----------------------------------------------------------- |
| Donald Sanford          | 400m (m)               | 33e       | serie 5: 5de in 46,06                                       |
| Ageze Guadie            | marathon (m)           | 122e      | 2:30.45                                                     |
| Tesama Moogas           | marathon (m)           | 121e      | 2:30.30                                                     |
| Marhu Teferi            | marathon (m)           | 74e       | 2:21.06                                                     |
| Dmitry Kroytor          | hoogspringen (m)       | 41e       | kwalificatie groep A: 22ste met 2,17                        |
|                         |                        |           |                                                             |
| Korlima Chemtai         | marathon (v)           | DNF       | DNF                                                         |
| Maor Tiyouri            | marathon (v)           | 90e       | 2:47.27                                                     |
| Hanna Knyazyeva-Minenko | hink-stap-springen (v) | 5e        | kwalificatie groep A: 4de met 14,20m finale: 5de met 14,68m |

### Badminton
| Olympiër        | Onderdeel     | Resultaat | Prestatie                                                            |
| --------------- | ------------- | --------- | -------------------------------------------------------------------- |
| Misha Zilberman | enkelspel (m) | 17e       | groep C: 2de V van TPE Chou: 9–21, 11–21 W van BEL Tan: 22–20, 21–12 |

### Gewichtheffen
| Olympiër          | Onderdeel  | Resultaat | Prestatie                                                     |
| ----------------- | ---------- | --------- | ------------------------------------------------------------- |
| Igor Olshanetskyi | +105kg (m) | 17e       | trekken: 21ste met 165kg stoten: 17de met 207kg totaal: 372kg |

### Golf
| Olympiër      | Onderdeel | Resultaat | Prestatie                   |
| ------------- | --------- | --------- | --------------------------- |
| Laetitia Beck | vrouwen   | 31e       | totaal: 286 punten (par +2) |

### Gymnastiek
| Olympiër                                                                    | Onderdeel                | Resultaat | Prestatie |
| --------------------------------------------------------------------------- | ------------------------ | --------- | --- |
| Alexander Shatilov                                                          | vloer (m)                | 58e       | kwalificatie: 58ste met 13,500 punten |
| Alexander Shatilov                                                          | rekstok (m)              | 44e       | kwalificatie: 44ste met 14,066 punten |
|                                                                             |                          |           | |
| Neta Rivkin VO                                                              | ritmisch individueel (v) | 13e       | kwalificatie: hoepel: 17,041 bal: 17,866 knotsen: 17,533 linten: 16,783 totaal: 69,223 punten                                                                 |
| Alona Koshevatskiy VS Ekaterina Levina Karina Lykhvar Ida Mayrin Yuval Filo | ritmisch team (v)        | 6e        | kwalificatie: 5 linten: 17,250 3 knotsen, 2 hoepels: 17,633 totaal: 34,883 punten finale: 5 linten: 17,166 3 knotsen, 2 hoepels: 17,383 totaal: 34,549 punten |

### Judo
| Olympiër      | Onderdeel  | Resultaat | Prestatie |
| ------------- | ---------- | --------- | --- |
| Golan Pollack | –66 kg (m) | 17e       | 1ste ronde: vrij 2de ronde: V van ZAM Punza: ippon |
| Sagi Muki     | –73kg (m)  | 5e        | 1ste ronde: vrij 2de ronde: W van SLO Drakšič: ippon 3de ronde: W van GER Wandtke: waza-ari kwartfinale: W van USA Delpopolo: ippon halve finale: V van AZE Orujov: yuko bronzen finale: V van GEO Sjavdaoeasjvili: ippon |
| Or Sasson     | +100kg (m) | Brons     | 1ste ronde: vrij 2de ronde: W van EGY El Shehaby: ippon 3de ronde: W van POL Sarnacki: waza-ari kwartfinale: Wvan NED Meyer: waza-ari halve finale: V van FRA Riner: waza-ari bronzen finale: W van CUB Mendoza: shido    |
|               |            |           | |
| Shira Rishony | –48kg (v)  | 17e       | 1ste ronde: V van UKR Tsjerniak: ippon |
| Gili Cohen    | –52kg (v)  | 9e        | 1ste ronde: vrij 2de ronde: V van MRI Legentil: yuko |
| Yarden Gerbi  | –63kg (v)  | Brons     | 1ste ronde: vrij 2de ronde: V van CUB Espinosa: ippon kwartfinale: V van BRA Silva: yuko herkansingen: W van CHN Yang: waza-ari bronzen finale: W van JPN Tashiro: waza-ari                                               |
| Linda Bolder  | –70kg (v)  | 9e        | 1ste ronde: W van ROT Mabika: ippon 2de ronde: W van KOR Kim: waza-ari kwartfinale: V van GBR Conway: ippon herkansingen: V van ESP Bernabeu: shido                                                                       |

### Schietsport
| Olympiër       | Onderdeel              | Resultaat | Prestatie                                                                 |
| -------------- | ---------------------- | --------- | ------------------------------------------------------------------------- |
| Sergey Richter | 10 m luchtgeweer (m)   | 14e       | kwalificatie: 14de met 623,8 punten (103,8-102,4-105,1-103,7-104,7-104,1) |
| Sergey Richter | 50m geweer liggend (m) | 15e       | kwalificatie: 15de met 622,6 punten (102,0-102,1-105,6-104,2-105,1-103,6) |

### Synchroonzwemmen
| Olympiër                                | Onderdeel | Resultaat | Prestatie |
| --------------------------------------- | --------- | --------- | --- |
| Anastasia Gloushkov Ievgeniia Tetelbaum | duet      | 20e       | technische routine: 20ste met 79,4488 punten vrije routine: 21ste met 78,9000 punten totaal:: 174,2491 punten |

### Taekwondo
| Olympiër   | Onderdeel | Resultaat | Prestatie                              |
| ---------- | --------- | --------- | -------------------------------------- |
| Ron Attias | –58kg (m) | 11e       | 1ste ronde: V van BRA Teixeira: 2–16PG |

### Tennis
| Olympiër  | Onderdeel     | Resultaat | Prestatie                                                                     |
| --------- | ------------- | --------- | ----------------------------------------------------------------------------- |
| Dudi Sela | enkelspel (m) | 17e       | 1ste ronde: W van BIH Džumhur: 6–4, 6–4 2de ronde: V van BEL Goffin: 3–6, 3–6 |

### Triatlon
| Olympiër   | Onderdeel | Resultaat | Prestatie                                                         |
| ---------- | --------- | --------- | ----------------------------------------------------------------- |
| Ron Darmon | mannen    | 26e       | zwemmen: 18:06 wielrennen: 55:48 hardlopen: 33:21 totaal: 1:48.31 |

### Wielersport
| Olympiër     | Onderdeel        | Resultaat    | Prestatie    |
| Mountainbike | Mountainbike     | Mountainbike | Mountainbike |
| ------------ | ---------------- | ------------ | ------------ |
| Shlomi Haimy | mountainbike (m) | 29e          | 1:43.30      |
| Weg          |                  |              |              |
| Shani Bloch  | wegwedstrijd (v) | 48e          | 4:02.59      |

### Worstelen
| Olympiër      | Onderdeel   | Resultaat   | Prestatie                                           |
| Vrije stijl   | Vrije stijl | Vrije stijl | Vrije stijl                                         |
| ------------- | ----------- | ----------- | --------------------------------------------------- |
| Ilana Kratysh | –69kg (v)   | 13e         | 1ste ronde: vrij 2de ronde: V van BRA Oliveira: 2–6 |

### Zeilen
| Olympiër                 | Onderdeel | Resultaat | Prestatie                                      |
| ------------------------ | --------- | --------- | ---------------------------------------------- |
| Shahar Tzuberi           | RS:X (m)  | 17e       | 160 punten: (9-17-20-22-DNF-18-19-6-7-17-21-4) |
| Dan Froyliche Eyal Levin | 470 (m)   | 21e       | 152 punten: (7-15-17-21-21-20-16-19-22-16)     |
|                          |           |           |                                                |
| Maayan Davidovich        | RS:X (v)  | 7e        | 78 punten: (5-6-6-11-4-3-2-15-14-5-2-2-9)      |
| Nina Amir Gil Cohen      | 470 (v)   | 17e       | 120 punten: (DSQ-9-19-15-17-17-15-5-10-13)     |

### Zwemmen
| Olympiër                                           | Onderdeel             | Resultaat | Prestatie                                              |
| -------------------------------------------------- | --------------------- | --------- | ------------------------------------------------------ |
| Ziv Kalontorov                                     | 50m vrije slag (m)    | 41e       | serie 8: 8ste in 22,80                                 |
| Ziv Kalontorov                                     | 100m vrije slag (m)   | 45e       | serie 3: 5de in 50,65                                  |
| Yakov-Yan Toumarkin                                | 100m rugslag (m)      | 27e       | serie 3: 7de in 54,66                                  |
| Yakov-Yan Toumarkin                                | 200m rugslag (m)      | 15e       | serie 3: 5de in 1.57,58 halve finale 1: 7de in 1.58,63 |
| Gal Nevo                                           | 200m vlinderslag (m)  | 26e       | serie 1: 3de in 1.58,64                                |
| Gal Nevo                                           | 200m wisselslag (m)   | 17e       | serie 3: 6de in 1.59,80                                |
| Gal Nevo                                           | 400m wisselslag (m)   | 19e       | serie 2: 6de in 4.18,29                                |
|                                                    |                       |           |                                                        |
| Andrea Murez                                       | 50m vrije slag (v)    | 35e       | serie 9: 6de in 25,41                                  |
| Zohar Shikler                                      | 50m vrije slag (v)    | 33e       | serie 8: 3de in 25,38                                  |
| Andrea Murez                                       | 100m vrije slag (v)   | 30e       | serie 3: 7de in 55,47                                  |
| Andrea Murez                                       | 200m vrije slag (v)   | DNS       | serie 2: niet gestart                                  |
| Amit Ivry                                          | 100m schoolslag (v)   | 29e       | serie 3: 6de in 1.09,42                                |
| Amit Ivry                                          | 200m schoolslag (v)   | 28e       | serie 1: 5de in 2.31,49                                |
| Amit Ivry                                          | 100m vlinderslag (v)  | 26e       | serie 2: 1ste in 59,42                                 |
| Amit Ivry Andrea Murez Zohar Shikler Keren Siebner | 4x100m vrije slag (v) | 16e       | serie 1: 8ste in 3.41,97                               |